# Israel Hernández
Israel Hernández, född den 7 januari 1970 i Santiago de Cuba, Kuba, är en kubansk judoutövare.
Han tog OS-brons i herrarnas halv lättvikt i samband med de olympiska judotävlingarna 1992 i Barcelona.
Han tog OS-brons igen i samma vikt i samband med de olympiska judotävlingarna 1996 i Atlanta.